# Steinkreis von Drombeg

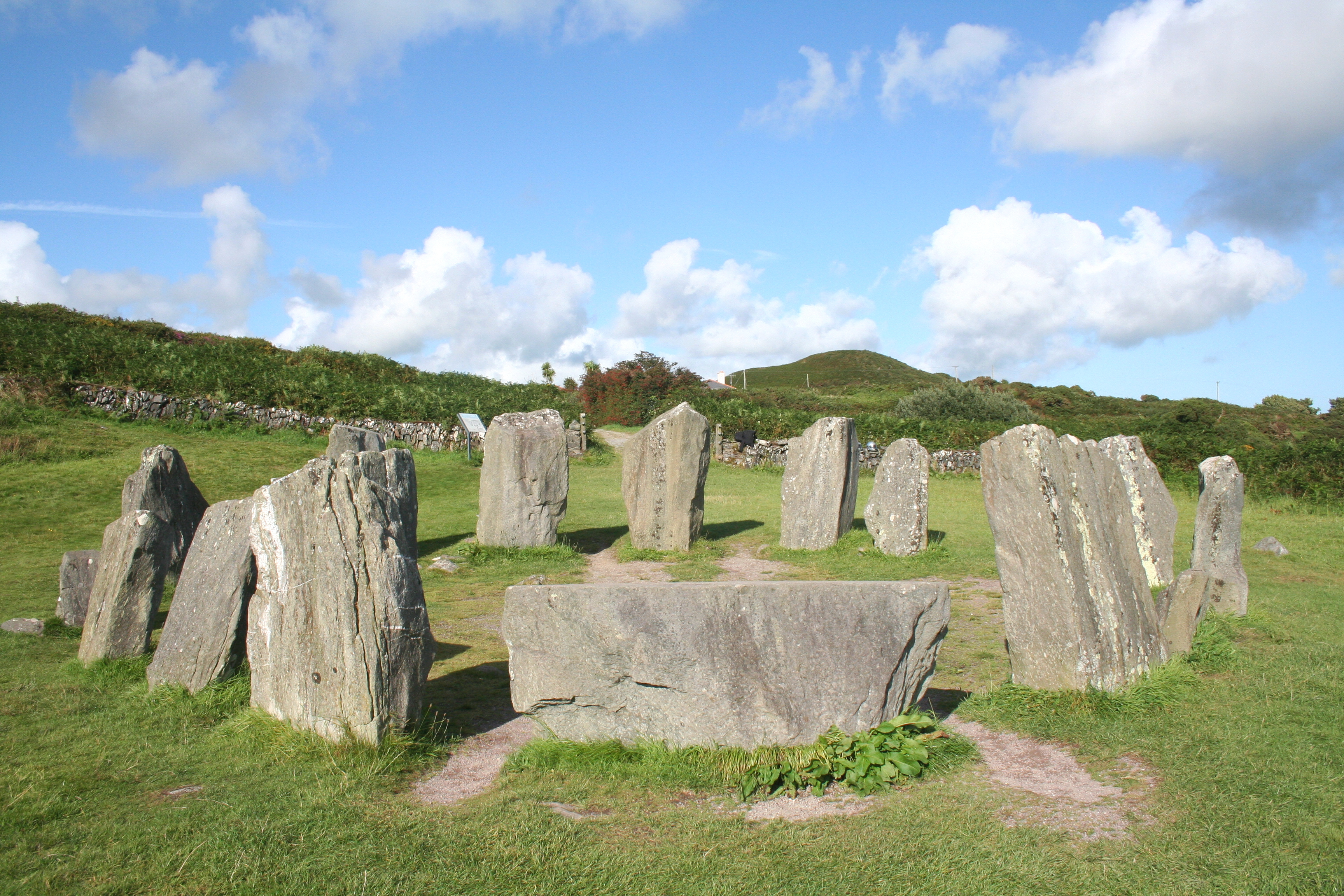
Drombeg im County Cork

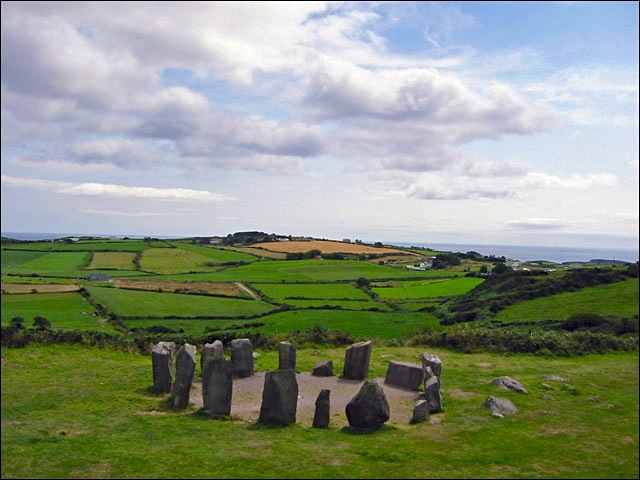
Drombeg hinten rechts der „liegende Stein“

Steinkreis von Drombeg

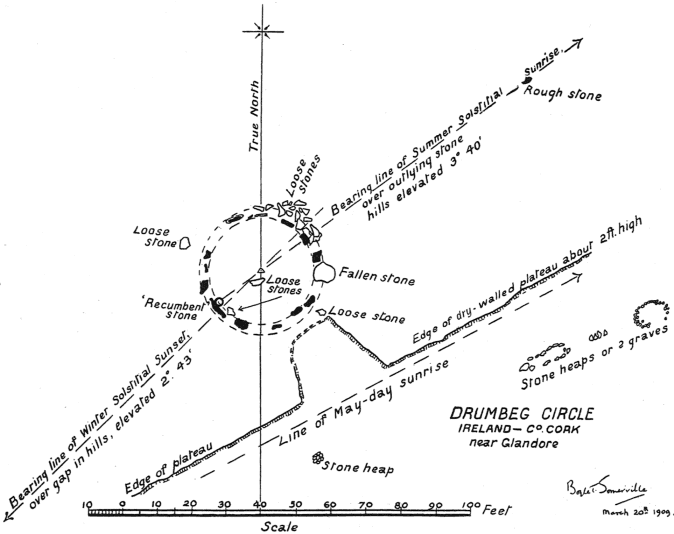
Steinkreis von Drombeg 1909 von Sommerville

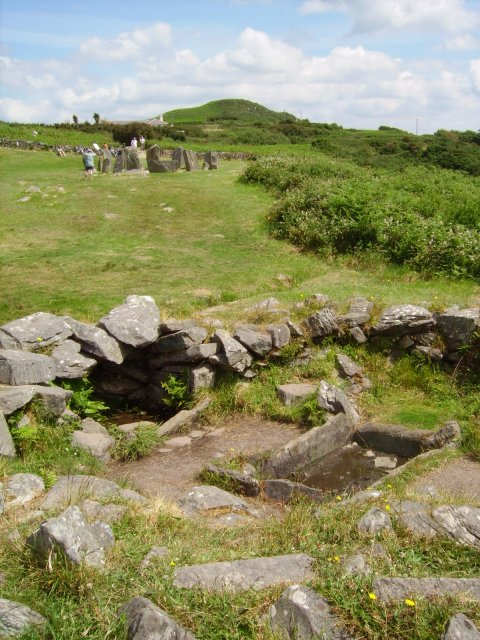
Burnt Mound nahe dem Steinkreis

Der Steinkreis von Drombeg (englisch The Druid’s Altar genannt) ist ein Steinkreis der Cork-Kerry-Serie. Er befindet sich im Townland Drombeg (irisch An Drom Beag) 2,4 km östlich von Glandore in der Civil parish Kilfaughnabeg (irisch Cill Fachna Bheag), Baronie Carbery East (irisch Cairbrigh Thoir) im County Cork in Irland. Drombeg ist heute einer der meistbesuchten Plätze der Megalithkultur in Irland und einer der besterhaltenen Steinkreise. Das Gelände ist frei zugänglich und mit Hinweistafeln versehen.
Der Steinkreis mit einem Durchmesser von mehr als neun Metern besteht aus 17 eng beieinander stehenden Steinen, von denen einer flach liegt (recumbent stone). Er wird manchmal als „Opfertisch“ bezeichnet.
Untersuchungen von Boyle Somerville (1863–1936) im Jahre 1923 ergaben, dass die Verlängerung der Achse zwischen den beiden, als portal stones bezeichneten, fast zwei Meter hohen Menhiren im Nordosten über den liegenden Stein auf einen nahe gelegenen Hügel im Südwesten weist. Dies orientiert die Anlage in Richtung der Wintersonnenwende.
Die Anlage wurde in den Jahren 1957 und 1958 von Edward M. Fahy wissenschaftlich ausgegraben und restauriert. Während dieser Arbeiten wurden ungefähr in der Mitte des Kreises ein Topf mit den von einem dicken Tuch umhüllten verbrannten Knochen eines Jugendlichen gefunden. Die Radiokohlenstoffdatierung ergab, dass er zu Beginn des ersten vorchristlichen Jahrtausends lebte.
Etwa 40 m westlich des Kreise befinden sich die Reste zweier, mit Mauern verbundener Rundhütten, die wahrscheinlich im 5. Jahrhundert n. Chr. genutzt wurden. Die größere hatte ein Holzdach und die kleinere hatte eine Küche mit einer Räucheranlage auf der östlichen Seite.
Ein Pfad führte von dort zu einem ausgegrabenen Kochplatz (Burnt Mound) mit Feuerstelle, Brunnen und einem Trog, in dem Wasser erhitzt worden sein soll.